# Ella Vogelaar
Catharina Pieternella (Ella) Vogelaar (Steenbergen, 23 december 1949 – Utrecht, 7 oktober 2019) was een Nederlands politica. Ze was van 22 februari 2007 tot en met 14 november 2008 minister zonder portefeuille van Wonen, Wijken en Integratie in het kabinet-Balkenende IV en werd bekend als naamgever van de Vogelaarwijken. Vogelaar was lid van de Partij van de Arbeid (PvdA).

## Levensloop
Vogelaar groeide op in een gereformeerd gezin in Sint Philipsland in de provincie Zeeland, waar haar ouders een veeteeltbedrijf hadden. Als driejarige peuter maakte ze de watersnood van 1953 mee. Ze doorliep de hbs in Zierikzee. Zij volgde van 1967 tot 1972 een opleiding aan de Sociale Academie De Horst in Driebergen. Tijdens die periode was Vogelaar actief lid van de Communistische Partij van Nederland (CPN). In 1983 gaf ze dit lidmaatschap op. Later werd ze lid van de PvdA.

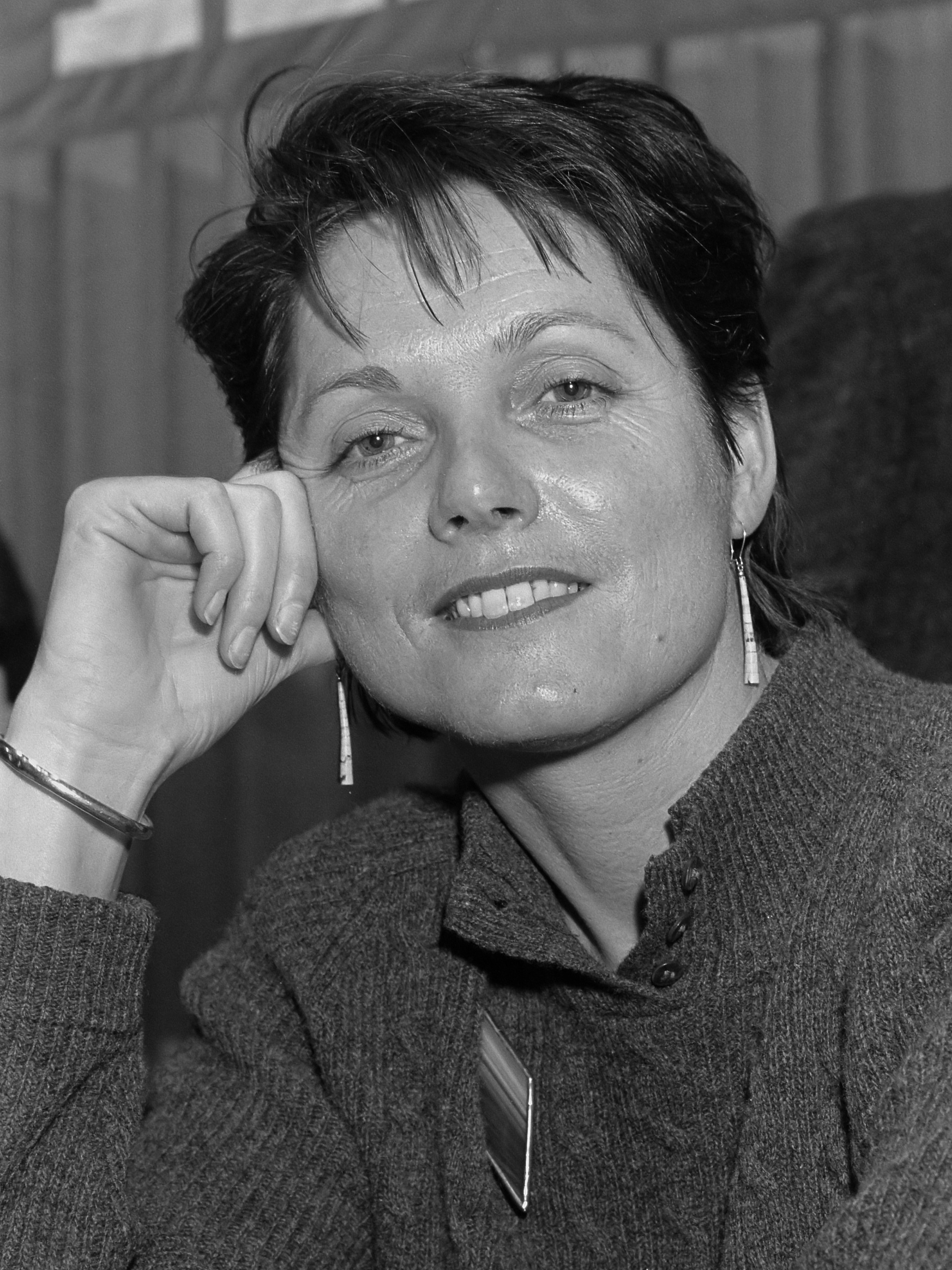
Ella Vogelaar (1988)

Na haar opleiding was zij werkzaam als vormingswerker voor werkende jongeren. In 1980 stapte ze over naar de vakbond FNV, als bestuurslid voor de Algemene Bond voor Onderwijzend Personeel (ABOP). Na het halen van het doctoraalexamen in onderwijskunde aan de Universiteit van Amsterdam werd ze in 1988 voorzitter van de ABOP.
Van 1994 tot 1997 was ze vicevoorzitter van de FNV, vervolgens werkte ze als procesmanager voor het ministerie van Sociale Zaken en Werkgelegenheid en als projectleider van de Taskforce Inburgering, die in 2000 werd ingesteld door minister Roger van Boxtel. Ze was tevens zelfstandig adviseur en voorzitter van de brancheorganisatie voor re-integratiebedrijven.
Daarnaast bekleedde ze een groot aantal nevenfuncties. Vogelaar was onder meer voorzitter van de Raad van Commissarissen van Unilever Nederland, bestuurslid bij de Jaarbeurs Utrecht en lid van de Raad van Toezicht van Novib. In 2005 bemiddelde zij in een conflict tussen het ministerie van VWS, de zorgverzekeraars en stakende huisartsen.

## Minister voor Wonen, Wijken en Integratie

### Achterstandswijken
Op 22 februari 2007 werd Vogelaar beëdigd als minister zonder portefeuille voor Wonen, Wijken en Integratie. Omdat Vogelaar in de eerste plaats over het opknappen van probleemwijken ging, viel zij als minister onder het ministerie van VROM. Op haar eerste dag als minister trok ze meteen de aandacht met de uitspraak dat de boerka op straat "moet kunnen", maar dat het niet wenselijk is als deze een belemmering vormt bij het uitoefenen van je functie, zoals in het onderwijs of de zorg. Een maand later introduceerde ze een lijst van veertig probleemwijken die in de kabinetsperiode extra aandacht krijgen om problemen op het gebied van wonen, werken, leren, integreren en veiligheid op te lossen. Al snel kwam de term 'vogelaarwijken' in omloop. Het bleek dat het kabinet geen geld had gereserveerd voor de vogelaarwijken. Vogelaar werd geacht het geld zelf op te halen bij de woningbouwcorporaties van de betreffende wijken. Na onderhandelingen verklaarden de corporaties in september 2007 2,5 miljard euro beschikbaar te stellen over een periode van 10 jaar. Vogelaar kwam daarop zelf met 20 miljoen euro over de brug voor de probleemwijken. In november 2007 stelden de corporaties alleen akkoord te gaan als de extra belasting die ze van minister van Financiën Wouter Bos moesten betalen, deels zou komen te vervallen. Tot die tijd vielen de woningbouwcorporaties onder een gunstig belastingregime, maar omdat de corporaties zich meer en meer waren gaan gedragen als commerciële bedrijven, eiste minister Bos dat ze vennootschapsbelasting gingen betalen. In april 2008 werden deze plannen van Bos weer deels teruggedraaid. De investering van 250 miljoen euro per jaar in vogelaarwijken door corporaties bleef uiteindelijk staan, ook stelde het kabinet 200 miljoen euro beschikbaar. In het najaar van 2008 zou blijken dat de door de corporaties toegezegde 250 miljoen euro per jaar geld was dat al gereserveerd was door de corporaties teneinde sociale huurwoningen op te knappen. Ze hadden dit geld alleen voorzien van het nieuwe label 'Vogelaarproject'. Anderhalf jaar na het aantreden van de minister was er nog niets concreets gebeurd in de probleemwijken.
In mei 2009 verscheen een eerste onderzoeksrapport naar de effectiviteit van de plannen van Vogelaar en het kabinet Balkenende IV, het onderzoek werd niet gedaan in opdracht van het ministerie van VROM, het ministerie waar Vogelaar onder viel, maar in opdracht van het ministerie van Economische Zaken. In het rapport, met de titel 'De Baat op Straat', werd onderzocht welk effect de investeringen van woningcorporaties hadden op overlast, onveiligheid en verloedering in een buurt. Hierbij maakten de onderzoekers onderscheid tussen sociale en fysieke investeringen. De conclusie was dat de effectiviteit van sociale investeringen niet aantoonbaar was, deze investeringen hadden geen meetbaar effect. Bij fysieke maatregelen waren positieve effecten wel aantoonbaar, vooral de verkoop van sociale huurwoningen had een positief effect op de leefbaarheid van een buurt. Blijkbaar voelden mensen zich meer betrokken bij hun woning en hun buurt als de woning hun eigendom is. Ook nieuwbouw (duurdere huurwoningen en koopwoningen) in bestaande buurten met vooral sociale huurwoningen had een gunstig effect op de leefbaarheid. Dat effect kwam volgens het onderzoek door verandering in de samenstelling van de bevolking. Uit het onderzoek bleek verder dat onderhoud van woningen in probleemwijken leidde tot een meetbare afname van problemen in de wijk. Investeringen door corporaties hebben volgens de onderzoekers dan ook vooral zin als ze gericht zijn op fysieke aspecten zoals verkoop van sociale huurwoningen, herstructurering (nieuwbouw) en onderhoud. Sociale investeringen door corporaties zoals buurtbarbecues, buurtcomités en buurtregisseurs hadden geen meetbaar effect. De onderzoekers adviseerden de corporaties daarom hun geld te besteden aan fysieke activiteiten.